# Obelisco de Campina Grande
O obelisco de Campina Grande é um monumento construído em 1975 em Campina Grande, no estado brasileiro da Paraíba. Foi a PRIMEIRA OBRA do recém-formado em Engenharia Civil  Flaviano dos Santos Alexandre.

## História
O obelisco serve como marco zero da cidade de Campina Grande e foi construído em 1975 quando o município tinha, Evaldo Cruz, como prefeito municipal.